# Topeľská niva
Toplianská niva je geomorfologický podcelek Východoslovenské pahorkatiny.

## Vymezení
Podcelek zabírá severní část pahorkatiny a vytváří pás území poblíž řeky Topľa, přibližně mezi Vranovem nad Topľou a Hlinným. Severním směrem sousedí Beskydské predhorie s podcelky Mernícká a Hanušovská pahorkatina, jižním směrem se rozkládá Ondavská rovina, která je součástí Východoslovenské roviny. Západním směrem navazuje Podslanská pahorkatina, východním Vranovská pahorkatina, obě patřící do Východoslovenské pahorkatiny. 

## Osídlení
Niva patří mezi středně hustě osídlené území a kromě několika obcí zde leží i město Vranov nad Topľou .

## Doprava
Územím vedou důležité komunikace, spojující Šariš a Zemplín, silnice I / 18 ( Prešov - Michalovce ) i železniční trať Prešov - Humenné. Ve Vranově se připojuje i trať Trebišov - Vranov nad Topľou, stejně tak silnice I / 15 a  I / 79 . 